# 瀛海偕亡記
《瀛海偕亡記》，洪棄生著，記述乙未戰爭始末，分上下兩卷。上卷記載《馬關條約》後臺灣民主國建國至敗亡過程；下卷則記載劉永福敗逃後多場臺灣人獨自抗日戰役事件，至最終「大掃除」為止。多數史料僅記載至日軍攻陷臺南為止，本書下卷之後續記載為史學界重要史料。